# (2419) Moldavia
Pour les articles homonymes, voir Moldavia.
(2419) Moldavia est un astéroïde de la ceinture principale.

## Description
(2419) Moldavia est un astéroïde de la ceinture principale. Il fut découvert le 19 septembre 1974 à Nauchnyj par Lioudmila Tchernykh. Il présente une orbite caractérisée par un demi-grand axe de 2,30 UA, une excentricité de 0,09 et une inclinaison de 6,4° par rapport à l'écliptique.

## Compléments